# Campo de tiro Kobylisy
El campo de tiro de Kobylisy (en idioma checo: Kobyliská strelnice) es un antiguo campo de tiro militar ubicado en Kobylice, un suburbio al norte de Praga, República Checa.
El campo de tiro se estableció en 1889-1891, en un sitio que en ese momento se encontraba muy fuera de la ciudad, como centro de entrenamiento para el ejército austrohúngaro (y, más tarde, checoslovaco). Durante la ocupación alemana de Checoslovaquia se utilizó para ejecuciones masivas como parte de las medidas de represalia contra el pueblo checo tras el asesinato de Reinhard Heydrich en 1942. Aquí fueron asesinados unos 550 patriotas checos de todos los rangos sociales, la mayoría de ellos entre el 30 de mayo y el 3 de julio de 1942, cuando todas ejecuciones se llevaban a cabo casi todos los días. Posteriormente, sus cuerpos fueron incinerados en el crematorio de Strážnice.
El sitio se convirtió en un monumento conmemorativo después de la Segunda Guerra Mundial, y sus dimensiones actuales datan de la década de 1970, cuando los grandes Panelák (torres de la era comunista) de una nueva urbanización lo invadieron. El campo de tiro de Kobylisy tiene el status de monumento cultural nacional desde 1978. Hoy en día es de libre acceso y se encuentra a diez minutos a pie desde las estaciones de metro Kobylice y Ládví.